# Damnatio memoriae
Damnatio memoriae (на латински: проклятие на паметта) е особена форма на посмъртно наказание, прилагана в Древен Рим към държавни престъпници — узурпатори на властта, участници в заговори и опетнили себе си императори.
Неин израз е унищожаването на материални свидетелства за същестуването на престъпника — статуи, стенни и надгробни надписи, споменавания в закони и летописи, за да може паметта на престъпника да бъде изтрита. Понякога са убивани и всички членове на семейството му (виж случая със Сеян).
Damnatio memoriae е неримски термин, с относително съвременен произход. В римските източници се използват някои други формулировки със същия смисъл – memoria damnata, abolitio memoriae.
Като правило damnatio memoriae по политически мотиви не е било абсолютно. Нерон е бил проклет след смъртта си, но скоро след като Вителий идва на власт, Нерон е удостоен с държавни почести. След смъртта на Калигула, Сенатът предлага да се изтрие паметта за него, но на това се въпротивява принцепса Клавдий. Единственият император, за кого damnatio memoriae е била официална и впоследствие не е оспорена е на Домициан. Често изображения на недостойните императори се отстраняват от публичните монументи в Рим (например от релефа на Марк Аврелий е изтрито изображението на Комод), но продължават да се пазят в частни домове и в провинциалните градове. Освен това Комод, веднъж проклет, после е обожествен при Септимий Север.